# B3GALNT1
B3GALNT1 (англ. Beta-1,3-N-acetylgalactosaminyltransferase 1 (globoside blood group)) – білок, який кодується однойменним геном, розташованим у людей на короткому плечі 3-ї хромосоми.  Довжина поліпептидного ланцюга білка становить 331 амінокислот, а молекулярна маса — 39 512.
| 10         |  | 20         |  | 30         |  | 40         |  | 50         |
| ---------- |  | ---------- |  | ---------- |  | ---------- |  | ---------- |
| MASALWTVLP |  | SRMSLRSLKW |  | SLLLLSLLSF |  | FVMWYLSLPH |  | YNVIERVNWM |
| YFYEYEPIYR |  | QDFHFTLREH |  | SNCSHQNPFL |  | VILVTSHPSD |  | VKARQAIRVT |
| WGEKKSWWGY |  | EVLTFFLLGQ |  | EAEKEDKMLA |  | LSLEDEHLLY |  | GDIIRQDFLD |
| TYNNLTLKTI |  | MAFRWVTEFC |  | PNAKYVMKTD |  | TDVFINTGNL |  | VKYLLNLNHS |
| EKFFTGYPLI |  | DNYSYRGFYQ |  | KTHISYQEYP |  | FKVFPPYCSG |  | LGYIMSRDLV |
| PRIYEMMGHV |  | KPIKFEDVYV |  | GICLNLLKVN |  | IHIPEDTNLF |  | FLYRIHLDVC |
| QLRRVIAAHG |  | FSSKEIITFW |  | QVMLRNTTCH |  | Y          |  |            |

A: Аланін

C: Цистеїн

D: Аспарагінова кислота

E: Глутамінова кислота

F: Фенілаланін

G: Гліцин

H: Гістидин

I: Ізолейцин

K: Лізин

L: Лейцин

M: Метіонін

N: Аспарагін

P: Пролін

Q: Глутамін

R: Аргінін

S: Серин

T: Треонін

V: Валін

W: Триптофан

Кодований геном білок за функціями належить до трансфераз, глікозилтрансфераз. 
Задіяний у такому біологічному процесі як поліморфізм. 
Білок має сайт для зв'язування з іоном магнію. 
Локалізований у мембрані, апараті гольджі.